# Borys Paszkiewicz
Borys Paszkiewicz (ur. 1959) – polski numizmatyk, profesor nauk humanistycznych. Specjalizuje się w numizmatyce średniowiecznej i nowożytnej oraz w naukach pomocniczych historii. Profesor w Instytucie Archeologii na Wydziale Nauk Historycznych i Pedagogicznych Uniwersytetu Wrocławskiego.
Zajmuje się monetami średniowiecznymi i nowożytnymi Polski, Czech, Prus, Litwy, Rusi. Opublikował kilkaset prac dotyczących przede wszystkim XIII i XIV wieku, w tym monografie mennictwa Władysława I Łokietka oraz średniowiecznych monet górnośląskich, śląskich, pruskich i pomorskich, a także katalog śląskich monet zastępczych, a jako współautor – zarys historii mennictwa europejskiego w XIX w. Uczestniczył w opracowaniach wielu skarbów od starożytności do XVIII wieku. Odkrył m.in. monety polskiej księżnej Heleny (1194/95 –1198), królowej Anny litewskiej (1333-1339) i księstwa gniewkowskiego na Kujawach oraz najstarsze monety książąt kujawskich i mazowieckich.
Uczestniczy w międzynarodowym zespole przygotowującym cykl podręczników Medieval European Coinage w Fitzwilliam Museum w Cambridge.
Pracował m.in. na Zamku Królewskim w Warszawie oraz na Uniwersytecie Marii Curie-Skłodowskiej w Lublinie. W 2005 r. został profesorem nadzwyczajnym na Uniwersytecie Wrocławskim, w 2015 r. profesorem zwyczajnym.

## Główne osiągnięcia naukowe
- zainicjowanie i kierunkowanie badań nad pieniądzem zastępczym na ziemiach polskich
- nowy obraz procesu reintegracji systemu monetarnego w XIV w.
- pierwsze w dziejach monograficzne opracowanie średniowiecznego mennictwa górnośląskiego
- rozpoznanie pochodzenia i początków rodu i herbu Zarożów
- reinterpretacja i inwentaryzacja znalezisk monet od poł. XII do końca XV w. na terenie Polski (wspólnie z Stanisławą Kubiak)
- nowy obraz procesu decentralizacji mennictwa polskiego w okresie rozbicia dzielnicowego
- odkrycie monet polskich Wacława II
- odkrycie regionalnych monet polskich z XIV w. (Nowy Sącz, Gniewkowo, Pyzdry)
- nowa chronologia monet pruskich z XIII–XIV w.
- rozpoznanie początków mennictwa Rusi Czerwonej
- odkrycie monet pierwszych książąt kujawskich i mazowieckich
- odkrycie najstarszych monet gdańskich
- odkrycie monet wołyńskich Jerzego Narymuntowicza
- nowy obraz mennictwa śląskiego XV wieku (chronologia, geografia mennictwa)
- nowa chronologia średniowiecznych monet pomorskich

## Uczestnictwo w programach naukowych
- Polskie skarby wczesnośredniowieczne (Numismatische Kommission der Länder in der Bundesrepublik Deutschland) – wykonawca
- Skarby królowej Bony. Inwentarz ruchomości (Komitet Badań Naukowych, nr 1 H01E 030 18) – wykonawca
- Medieval European Coinage (Union académique internationale; http://www.fitzmuseum.cam.ac.uk/research/mec) – wykonawca
- Metal w średniowiecznych monetach, odważnikach i tłokach pieczętnych z polskich znalezisk i zbiorów (Ministerstwo Nauki, nr N109 008 32/0398) – kierownik
- Analizy specjalistyczne i konserwacja zabytków ze średniowiecznego skarbu z Głogowa z 1987 r. (Ministerstwo Kultury i Dziedzictwa Narodowego, nr 26390/12 2013) – wykonawca
- Monety ze stanowiska nr 4 w Gieczu – opracowanie zbioru zakończone publikacją (Ministerstwo Kultury i Dziedzictwa Narodowego, program Dziedzictwo kulturowe; priorytet 5 – Ochrona zabytków archeologicznych; nr zadania 3776/14) – wykonawca
- Rytm rozwoju miasta na kulturowym pograniczu. Studium strefy placu Nowy Targ we Wrocławiu (XI–XVI w.), (Narodowe Centrum Nauki, nr 4676/PB/IAR/13) – wykonawca
- Corpus polskich brakteatów guziczkowych (połowa XIII – początek XV wieku), (Narodowe Centrum Nauki, Opus 8, nr DEC-2014/15/B/HS3/02196) – kierownik
- Skarb groszy praskich z okolic Wałbrzycha (Narodowe Centrum Nauki, Opus 11, nr DEC-2016/21/B/HS3/01030) – kierownik

## Publikacje (wybór)
- Mennictwo pomorskie w średniowieczu, Stargard, 2025, ISBN 978-83-61456-98-8
- Silesiorum Moneta, Wrocław / Warszawa, 2021, ISBN 978-83-959675-0-4.
- Podobna jest moneta nasza do urodnej panny. Mała historia pieniądza polskiego, Warszawa, 2012, ISBN 978-83-62939-00-8.
- Brakteaty – pieniądz średniowiecznych Prus, Wrocław, 2009, ISBN 978-83-229-3022-9.
- Moneta mediævalis, Warszawa, 2002 (redaktor), ISBN 83-7181-205-1.
- Mennictwo Władysława Łokietka, Wiadomości Numizmatyczne, Warszawa, 1986.
- Mennictwo XIX i XX wieku, Kraków, 1989 (współautor z Elżbietą Korczyńską).

## Pełnione funkcje
- przewodniczący Komisji Numizmatycznej Komitetu Nauk Historycznych PAN (2007–2016)
- redaktor naczelny Wiadomości Numizmatycznych (2007–2019)[1]
- redaktor naczelny Śląskich Sprawozdań Archeologicznych (2009–2012)

## Nagrody
- 1998, nagroda im. Jana Gawrońskiego za pracę z zakresu numizmatyki i medalistyki polskiej (wspólnie ze Stanisławą Kubiak) – za książkę „Znaleziska monet z lat 1146–1500 z terenu Polski. Inwentarz”
- 2002, nagroda im. Jana Gawrońskiego za pracę z zakresu numizmatyki i medalistyki polskiej (samodzielnie) – za książkę „Pieniądz górnośląski w średniowieczu”
- 2008, nagroda Rektora Uniwersytetu Wrocławskiego za książkę roku – pod roboczym tytułem „Brakteaty pruskie”, opublikowaną pt. „Brakteaty – pieniądz średniowiecznych Prus” w Złotej Serii Uniwersytetu Wrocławskiego
- 2013, medal Mirosława Bartoszewickiego za studia nad pieniądzem zastępczym
- 2014, nagroda im. Jana Gawrońskiego za pracę z zakresu numizmatyki i medalistyki polskiej – za książkę „Podobna jest moneta nasza do urodnej panny. Mała historia pieniądza polskiego”

## Stypendia i wyjazdy naukowe
- 1996, Londyn, stypendium naukowe Fundacji Lanckorońskich
- 2001, Oxford, New Europe Scholarship, fundowane przez Oxford University
- 2003, Padwa. Borsa di studio Carlo M. Cipolla, fundowane przez Società Italiana di Numismatica
- 2004, 2005, 2007, 2010, 2011, 2012, 2016, 2019, 2024, 2025 Cambridge, pobyty naukowe w Fitzwilliam Museum